# 82年生的金智英 (電影)
《82年生的金智英》（韓語：82년생 김지영）是一部2019年上映的韓國劇情片，改編自韓國作家趙南柱創作的同名小說，由演員出身的電影導演金度英執導，鄭有美、孔劉主演。該片講述出生於1982年的三十多歲平凡女性金智英，在產子後因為周圍的人事變化，以及家庭中婆婆等家人的言行一度造成其心理疾病，在其丈夫和家人的幫助下尋找自我恢復生活的故事。2019年10月23日在韓國上映。

## 演員陣容

### 主要人物
- 鄭有美（少年：朴世賢、童年：金荷妍） 飾演 金智英
- 孔劉 飾演 鄭道賢

### 其他人物
- 金美京 飾演 美淑，金智英的母親。
- 孔敏贞（少年：李娜允） 飾演 金恩英，金智英的姊姊。
- 朴成妍 飾演 金組長
- 李凤辇 飾演 惠秀
- 金聖喆（童年：劉俊厚） 飾演 金智碩
- 李臬 飾演 榮洙
- 金正英 飾演 崔素英，精神科醫生。
- 車美京 飾演 道賢的母親
- 孫成燦 飾演 道賢的父親
- 姜愛心 飾演 智英的奶奶
- 禹智賢 飾演 秉植
- 呂成旭 飾演 鐘奎
- 李柱元 飾演 鄭科長
- 元春圭 飾演 金部長
- 金容俊 飾演 楊理事
- 金海娜 飾演 職場媽媽
- 全國香 飾演 大姑媽
- 金琴順 飾演 小姑媽
- 尹嗣捧 飾演 秀賢
- 鄭亨錫 飾演 秀賢的丈夫
- 金國熙 飾演 秀彬的母親
- 禹度林 飾演 水果店老闆的女兒
- 李海運 飾演 廣告商男職員
- 崔熙真 飾演 英浩媽媽
- 朱仁英 飾演 小學老師

### 特別出演
- 芮秀貞 飾演 智英的外婆
- 廉惠蘭 飾演 過去戴圍巾的女子

## 原著小说
《82年生金智英》改編自著名作家趙南柱的同名暢銷小說，講述生於1982年、生活在當下2019年的平凡女性金智英的故事。原著小說是一本象徵著韓國女權運動的小說，「金智英」這個名字在韓國社會非常常見，「1982年生的金智英」就代表這韓國最普通的三十多歲女性。小說自2016年出版以來兩年內發行突破100萬本。

## 票房
2019年10月23日首映，同時吸引了138,970名觀眾，成為票房冠軍。10月27日首映僅4天，觀眾就突破了100萬人次。上映第11天的11月2日票房突破了200萬人次。接著在上映18天後的11月9日突破了300萬人次票房。

## 原聲帶
發行日期：2019年11月19日
| 曲序     | 曲目         | 歌手      | 时长 |
| -------- | ------------ | --------- | ---- |
| 1.       | 晃晃悠悠（） | 헨（Hen） | 3:01 |
| 2.       | 晃晃悠悠（） |           | 3:01 |
| 总时长： | 总时长：     | 总时长：  | 6:02 |

## 獎項榮譽
| 年份 | 頒獎禮                     | 獎項                             | 入圍者 | 結果 | 備註          |
| ---- | -------------------------- | -------------------------------- | ------ | ---- | ------------- |
| 2019 | 第20屆年度女性電影人獎     | 最佳女主角                       | 鄭有美 | 獲獎 | [ 6 ]         |
| 2019 | 第16屆香港亚洲电影节       | 影迷別注                         | 不適用 | 獲獎 |               |
| 2020 | 第56屆大鐘獎               | 最佳女主角                       | 鄭有美 | 獲獎 | [ 7 ] [ 8 ]   |
| 2020 | 第56屆大鐘獎               | 最佳新人導演                     | 金度英 | 提名 | [ 7 ] [ 8 ]   |
| 2020 | 第56屆大鐘獎               | 最佳企劃                         | 毛日英 | 提名 | [ 7 ] [ 8 ]   |
| 2020 | 第25屆春史國際電影節       | 最佳女主角                       | 鄭有美 | 提名 | [ 9 ] [ 10 ]  |
| 2020 | 第25屆春史國際電影節       | 最佳女配角                       | 金美卿 | 獲獎 | [ 9 ] [ 10 ]  |
| 2020 | 第25屆春史國際電影節       | 最佳新人導演                     | 金度英 | 獲獎 | [ 9 ] [ 10 ]  |
| 2020 | 第56屆百想藝術大獎         | 最佳電影                         | 不適用 | 提名 | [ 11 ] [ 12 ] |
| 2020 | 第56屆百想藝術大獎         | 電影部門 最佳女主角              | 鄭有美 | 提名 | [ 11 ] [ 12 ] |
| 2020 | 第56屆百想藝術大獎         | 電影部門 最佳女配角              | 金美卿 | 提名 | [ 11 ] [ 12 ] |
| 2020 | 第56屆百想藝術大獎         | 電影部門 最佳新人導演            | 金度英 | 獲獎 | [ 11 ] [ 12 ] |
| 2020 | 第29屆釜日電影獎           | 最佳導演                         | 金度英 | 提名 | [ 13 ]        |
| 2020 | 第29屆釜日電影獎           | 最佳女主角                       | 鄭有美 | 獲獎 | [ 13 ]        |
| 2020 | 第14屆亞洲電影大獎         | 最佳女主角                       | 鄭有美 | 提名 | [ 14 ]        |
| 2020 | 第40屆韩国电影评论家协会奖 | 最佳女主角                       | 鄭有美 | 獲獎 | [ 15 ]        |
| 2020 | 第40屆韩国电影评论家协会奖 | 最佳女配角                       | 金美卿 | 獲獎 | [ 15 ]        |
| 2020 | 第14屆亞洲電影大獎         | 最佳女主角                       | 鄭有美 | 提名 |               |
| 2020 | 第36屆洛杉磯亞太電影節     | 國際長篇電影競賽單元－評審團大獎 | 不適用 | 獲獎 |               |
| 2021 | 第41屆青龍電影獎           | 最佳電影                         | 不適用 | 提名 | [ 16 ]        |
| 2021 | 第41屆青龍電影獎           | 最佳女主角                       | 鄭有美 | 提名 | [ 16 ]        |
| 2021 | 第41屆青龍電影獎           | 人氣獎                           | 鄭有美 | 獲獎 | [ 16 ]        |
| 2021 | 第41屆青龍電影獎           | 最佳女配角                       | 金美卿 | 提名 | [ 16 ]        |
| 2021 | 第41屆青龍電影獎           | 最佳新人導演                     | 金度英 | 提名 | [ 16 ]        |
| 2021 | 第41屆青龍電影獎           | 最佳劇本                         | 劉英雅 | 提名 | [ 16 ]        |
| 2021 | 第41屆青龍電影獎           | 最佳剪輯                         | 申敏璟 | 提名 | [ 16 ]        |
| 2021 | 第40屆黃金攝影獎           | 最佳女配角                       | 金美卿 | 獲獎 |               |
| 2022 | 第20屆導演選擇獎           | 年度女演員獎                     | 鄭有美 | 提名 |               |